# Artur Balder

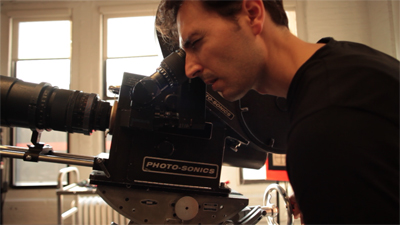
Artur Balder bei den Dreharbeiten zu Little Spain

Artur Balder (* 1974 in Alicante) ist ein spanischer Schriftsteller und Filmregisseur.

## Biographie
Balder studierte Musik in München. 2004 erschien sein erstes Buch La Piedra del Monarca. In den folgenden Jahren veröffentlichte er eine Trilogie historischer Romane um Arminius bzw. Hermann den Cherusker. 2010 erschien der erste Band über Widukind.
Sein erster Film ist Little Spain über den gleichnamigen ehemaligen New Yorker Stadtteil.
Balders bislang größter Bucherfolg ist die Curdy-Saga, ein Jugendthriller.

## Werke

### Filmografie
- 2010: Little Spain
- 2013: Ciria pronounced Thiria

### Historische Romane
- Teutoburg Saga:
  - El último querusco. Inédita Editores, 2005. ISBN 84-96364-31-3
  - Liberator Germaniae. Inédita Editores, 2006. ISBN 978-84-96364-49-3
  - La Batalla del Destino, Inédita Editores, 2007. ISBN 978-84-96364-96-7
- Widukind Saga:
  - El Evangelio de la Espada. EDHASA, 2010. ISBN 978-84-350-6180-3

### Jugendromane
- Curdy-Saga:
  - La Piedra del Monarca. The Magic Rider, 2004. ISBN 84-934076-0-7
  - Curdy y la Cámara de los Lores. Montena (Random House Mondadori), 2007. ISBN 978-84-8441-331-8
  - Curdy y el Cetro de Carlomagno. Montena (Random House Mondadori), 2009. ISBN 978-84-8441-436-0